# ثنائي ثيونات

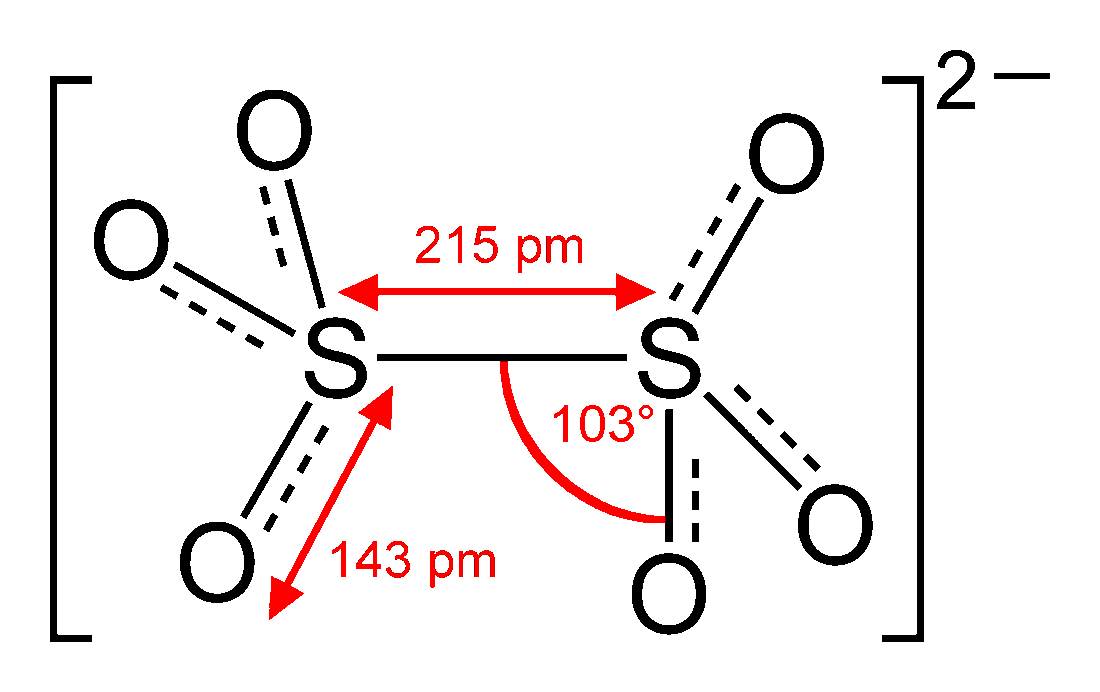
بنية أنيون ثنائي الثيونات.

ثنائي ثيونات هو أنيون أكسجيني للكبريت، صيغته 2−S2O6، وهو مشتق من حمض ثنائي الثيونيك H2S2O6.

## التحضير
يحضر أنيون ثنائي الثيونات انطلاقاً من أكسدة محاليل مائية مبرَّدة من ثنائي أكسيد الكبريت باستخدام ثنائي أكسيد المنغنيز ليتم الحصول على ثنائي ثيونات المنغنيز:
{\displaystyle {\ce {2MnO2 + 3SO2 -> MnS2O6 + MnSO4}}}
وهو قابل للتحلل في الماء ليعطي الأنيونات الموافقة، والتي يمكن أن يحصل عليها تفاعل تبادل للحصول على ثنائي ثيونات الفلزات الموافقة، كما هو الحال مع الباريوم:
{\displaystyle {\ce {Ba^2+(aq) + MnS2O6(aq) + MnSO4(aq) -> BaSO4(s) + BaS2O6(aq) + 2Mn^2+(aq)}}}

## الخواص
تكون حالة أكسدة في هذه الأملاح +5، بالتالي فهي مركبات مستقرة، ولا تتفكك بالتسخين؛ كما أنها لا تتأكسد أو تختزل بسهولة، ولكن يمكن للمؤكسدات القوية أن تحولها إلى كبريتات؛ في حين أن المختزلات القوية تحولها إلى كبريتيت وثنائي ثيونيت.
يؤدي إشعاع بلورات مركبات ثنائي الثيونات بأشعة غاما إلى تشكل الأيون الجذري •−SO3؛ والذي يمكن الكشف عنه باستخدام تقنية الرنين المغناطيسي الإلكتروني؛ وجرى اقتراح استخدام مركب ثنائي ثيونات الباريوم من أجل قياس الجرعات.

## الاستخدامات
يمكن ان تستخدم أنيونات ثنائي الثيونات في تفاعلات المعقدات التناسقية على هيئة ربيطة ثنائية السن.